# Wólka (rejon iwacewicki)
Wólka (biał. Волька; ros. Волька) – wieś na Białorusi, w obwodzie brzeskim, w rejonie iwacewickim, w sielsowiecie Wólka, nad Szczarą i przy granicy Wygonowskiego Rezerwatu Krajobrazowego. 
Znajduje się tu parafialna cerkiew prawosławna pw. św. Męczennicy Elżbiety.
W dwudziestoleciu międzywojennym miejscowość leżała w Polsce, w województwie nowogródzkim; do 22 stycznia 1926 w powiecie słonimskim, następnie w powiecie baranowickim; w gminie Dobromyśl. Po II wojnie światowej w granicach Związku Sowieckiego. Od 1991 w niepodległej Białorusi.